# Iolanda de Anjou
Iolanda de Anjou (1412 - 1440), foi uma princesa de Nápoles da Casa de Anjou, filha do rei Luís II de Nápoles e da princesa Iolanda de Aragão, Baronesa de Lunel.
Iolanda casou em 1431 com Francisco I, Duque da Bretanha.